# Séquia de la Foia (Ulldecona)
Séquia de la Foia és una séquia d'Ulldecona (Montsià) inclosa a l'Inventari del Patrimoni Arquitectònic de Catalunya.

## Descripció
Aquesta séquia té el seu recorregut per l'est d'Ulldecona, travessa la Foia o Vall d'Ulldecona, triangle obert de nord-est a sud-oest., limitant a l'est amb la Serra de Montsià i a l'oest la Serra de Godall. Aquesta vall és el pas tradicional del Principat al País Valencià. La séquia està bastida amb ciment, té una amplada de 0,60 metres i una alçada d'un metro; pel seu recorregut hi ha comportes per desviar l'aigua.

## Història
Aquesta séquia juntament amb la séquia major i la de Torta daten de l'època de domini santjoanista. Aquesta séquia es nodria de les aigües del riu Sénia. Les Cartes de Població atorgades, l'any 1222 i 1273, per l'Orde de Sant Joan de Jerusalem, amb les modificacions pronunciades pel Bisbe Berenguer de Tortosa, a la seva Sentència Arbitral de 1332, i les 00.MM de Modulació de l'any 1954, han regulat al llarg del temps la repartició de les aigües del riu de Sénia.